# Secretaria General Tècnica del Ministeri d'Hisenda
La Secretaria General Tècnica del Ministeri d'Hisenda d'Espanya és un òrgan d'aquest ministeri que depèn orgànicament de la Subsecretaria d'Hisenda.

## Funcions
Les funcions de la Secretaria General Tècnica es regulen en l'article 19 del Reial decret 769/2017:
- La prestació d'assistència tècnica i administrativa al Ministre i altres alts càrrecs del departament.
- La coordinació dels projectes normatius que promogui el Ministeri i el seguiment del corresponent procediment d'elaboració. L'impuls dels projectes legislatius i reglamentaris del departament i la participació en grups de treball que es constitueixin per a l'anàlisi i elaboració de propostes normatives.
- La coordinació per a l'elaboració de la proposta del Ministeri a incloure en el Pla Anual Normatiu, la comprovació de l'adequat compliment dels requisits de tramitació normativa prevists en la Llei 50/1997, de 27 de novembre, del Govern; vetllar pel compliment de les directrius en matèria de la qualitat normativa, i servir com a punt de contacte a l'efecte de la Llei 20/2013, de 9 de desembre, de garantia de la unitat de mercat.
- La realització de totes aquelles actuacions de tramitació i coordinació relatives a la participació del departament en el Consell de Ministres, les Comissions Delegades del Govern i la Comissió General de Secretaris d'Estat i Subsecretaris.
- El seguiment i informe dels actes i disposicions de les comunitats autònomes que afectin a les competències del Ministeri d'Hisenda d'Espanya; la tramitació de l'informe preceptiu de la Secretaria d'Estat de Pressupostos i Despeses previst en l'article 5 del Reial decret 23/2015, de 23 de gener, en relació amb la creació d'Agrupacions Europees de Cooperació Territorial, així com dels informes que se sol·licitin, si escau, per la Secretaria d'Estat per a les Administracions Territorials en relació amb els projectes de convenis de cooperació transfronterera que pretenguin subscriure les comunitats autònomes i entitats locals; i la coordinació de les actuacions dels diferents òrgans directius del departament relatives al traspàs de funcions i serveis a les comunitats autònomes.
- El manteniment de les relacions de caràcter general amb altres departaments ministerials, organismes i entitats, que no s'assignin a altres òrgans del ministeri.
- L'emissió d'informes, en particular els de caràcter preceptiu previstos en el paràgraf quart de l'article 26.5 de la Llei 50/1997, de 27 de novembre, del Govern, per a l'elaboració dels avantprojectes de llei, els projectes de reial decret legislatiu i els projectes de disposicions reglamentàries.
- L'emissió d'informes en relació amb les propostes de convenis o acords internacionals, conforme a l'establert en la llei 25/2014, de 27 de novembre, de Tractats i altres Acords internacionals, i en la resta de normativa aplicable. La coordinació i suport de les Conselleries de Finances en l'exterior.
- La tramitació de l'aprovació prèvia a què es refereix l'article 26.5 de la Llei 50/1997, de 27 de novembre.
- La realització d'estudis i informes d'interès general per al departament i les propostes de reforma o millores d'organització, procediments i mètodes de treball del departament.
- El seguiment i coordinació de les qüestions prejudicials i procediments contenciosos amb la Unió Europea i de la transposició de directives, així com l'exercici, en coordinació amb el Ministeri d'Afers Exteriors i de Cooperació, de la resta de les competències en relació amb la Unió Europea i amb els organismes internacionals i autoritats estrangeres en les matèries pròpies del departament no expressament assignades a altres òrgans directius.
- La tramitació dels següents procediments, quan la competència per a la seva resolució l'ostenti qualsevol dels òrgans superiors o la Subsecretaria del Departament: recursos administratius ordinaris, d'alçada o potestatiu de reposició, i extraordinari de revisió; requeriments previs regulats en l'article 44 de la Llei reguladora de la Jurisdicció Contenciós-Administrativa; peticions efectuades a l'empara del dret de petició de l'article 29 de la Constitució; així com la tramitació dels procediments de revisió d'actes nuls, declaracions de lesivitat, de responsabilitat patrimonial extracontractual i de conflictes d'atribucions que no puguin ser resolts en l'àmbit d'una mateixa Secretaria d'Estat.
- Les relacions amb l'Administració de Justícia, incloent la tramitació dels conflictes de jurisdicció.
- La gestió del programa editorial del departament i la coordinació, impuls i difusió de publicacions. La preparació de compilacions de les disposicions vigents que afectin al ministeri i la proposició de refundicions o revisions editorials de textos legals que es considerin oportunes.
- L'organització, gestió i manteniment de les biblioteques, arxius del departament i la seva documentació. La gestió i coordinació de la política de gestió de documents electrònics del departament.
- La prestació del servei d'informació administrativa del departament, sense perjudici de les competències atribuïdes a la Direcció general de Tributs en matèria d'informació sobre la interpretació de la normativa tributària. La gestió i manteniment dels comptes en xarxes socials del departament, així com de la informació corresponent al ministeri en els esmentats comptes en xarxes socials i en el Directori Comú d'Unitats Orgàniques i Oficines DIR3.) La coordinació de les oficines d'assistència en matèria de registres del departament.
- La gestió i manteniment de continguts del Portal d'Internet, Intranet i Seu Electrònica del Ministeri d'Hisenda d'Espanya, així com de la informació corresponent al departament en els llocs web horitzontals de la Administració, i la coordinació dels portals, seus electròniques i Intranets pertanyents a centres directius i organismes del Ministeri. La representació del Ministeri en els grups de treball vinculats a comunicació i continguts web.
- L'exercici de la funció d'Unitat d'Informació de Transparència del Ministeri d'Hisenda i Funció Pública, tant referent a la publicitat activa, incloent la coordinació dels continguts que el Ministeri aporta de forma centralitzada per a tota l'Administració General de l'Estat al Portal de Transparència, com en l'impuls i coordinació del dret d'accés en totes les seves fases. En relació amb la funció atribuïda a la Subsecretaria en la lletra k) de l'art. 18 correspon a la Secretaria General Tècnica prestar el suport i proposar actuacions per a l'exercici d'aquesta competència.
- La coordinació de l'activitat del departament en relació amb la reutilització de la informació pública i de les actuacions en els plans de Govern Obert.
- La tramitació de l'autorització prèvia dels convenis que atribueix al Ministeri d'Hisenda i Administracions Públiques l'article 50.2.c) de la Llei 40/2015, d'1 d'octubre, així com la gestió del Registre Electrònic Estatal d'Òrgans i Instruments de Cooperació, secció corresponent als convenis.
- La coordinació de la informació econòmico-financera del departament mitjançant la gestió de xarxes internes d'informació i el tractament de la informació a l'efecte de la seva publicació. La direcció i gestió de la Central d'Informació Econòmico-financera de les Administracions Públiques a la qual correspon la captació de dades, tractament de la informació a l'efecte de publicació i, d'acord amb la seva normativa reguladora, de la informació sobre l'activitat econòmico-financera de totes les Administracions Públiques a través del portal web del Ministeri d'Hisenda i Funció Pública mitjançant l'homogeneïtzació dels criteris de publicació de la informació i definint el seu govern per permetre el manteniment actualitzat i complet dels continguts.
- La captació material de la informació econòmico-financera a subministrar en compliment del previst en l'Ordre HAP/2105/2012, d'1 d'octubre, per la qual es desenvolupen les obligacions de subministrament d'informació previstes en la Llei Orgànica 2/2012, de 27 d'abril, d'Estabilitat Pressupostària i Sostenibilitat Financera i la resta de normativa de desenvolupament de l'esmentada llei orgànica.
- La captació i tabulació de la informació quantitativa sobre els contractes públics, per a la seva remissió a la Secretaria de la Junta Consultiva de Contractació Administrativa de l'Estat, a l'efecte d'executar les obligacions d'informació previstes en la Directiva 2014/24/UE del Parlament Europeu i del Consell, sobre contractació Pública.
- Exercir les competències relatives al delegat de protecció de dades, previstes en el Reglament (UE) 2016/679 del Parlament Europeu i del Consell de 27 d'abril de 2016 per a l'àmbit del Ministeri, excloent els seus Organismes Públics.

## Estructura
La Secretaria General Tècnica està integrada per les següents unitats amb nivell orgànic de sotsdirecció general:
- Subsecretaria General Tècnica.
- Subdirecció General d'Informes sobre Assumptes Fiscals i Pressupostaris i Relacions Internacionals.
- Subdirecció General d'Informes sobre Assumptes de Funció Pública.
- Subdirecció General de Recursos, Reclamacions i Relacions amb l'Administració de Justícia.
- Subdirecció General d'Informació, Documentació i Publicacions.
- Subdirecció General d'Informació de Transparència i Continguts Web.
- Subdirecció General de Producció Normativa i Convenis.
- Subdirecció General de Coordinació de la Informació Economicofinancera.

## Secretaris generals tècnics
- Jorge Pipaón Pulido (2016-)
- David Mellado Ramírez (2012-2016)
- Francisco Javier González Ruiz (2002-2004)
- Francisco Uría Fernández (2000-2002)
- Jesús de Ramón-Laca Cotorruelo (1981-1982)
- Joaquín Soto Guinda (1979-1981)
- Antonio Santillana del Barrio (1977-1978)
- José María Álvarez del Manzano y López del Hierro (1976-1977)